# Citrate de calcium
Le citrate de calcium est un sel de calcium de l'acide citrique utilisé comme additif alimentaire (E333) et supplément.

## Production
L'acide citrique est produite par des champignons, puis mélangé avec de la chaux.

## Usage
Le citrate de calcium est utilisé comme additif antioxydant et émulsifiant.

### Médecine
Il est également utilisé dans la fabrication des compléments de calcium, et dans le traitement de l'hypocalcémie postopératoire.
Il est conseillé en cas d'ostéoporose car mieux absorbé que le carbonate de calcium,,.